# レザーマン
レザーマン（英：Leatherman）は、アメリカ合衆国のナイフメーカーである。

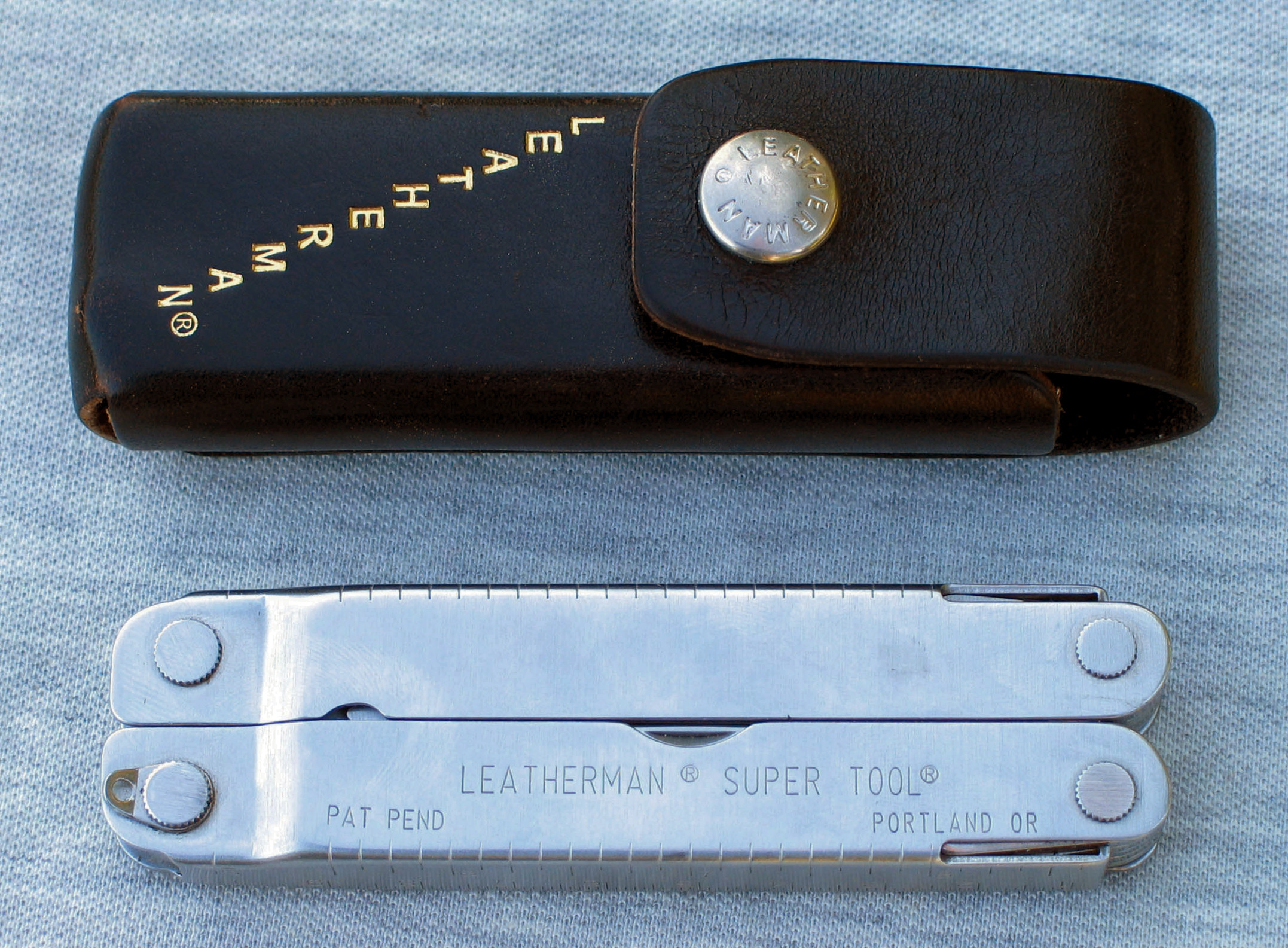
レザーマン・スーパーツールとベルトホルスター

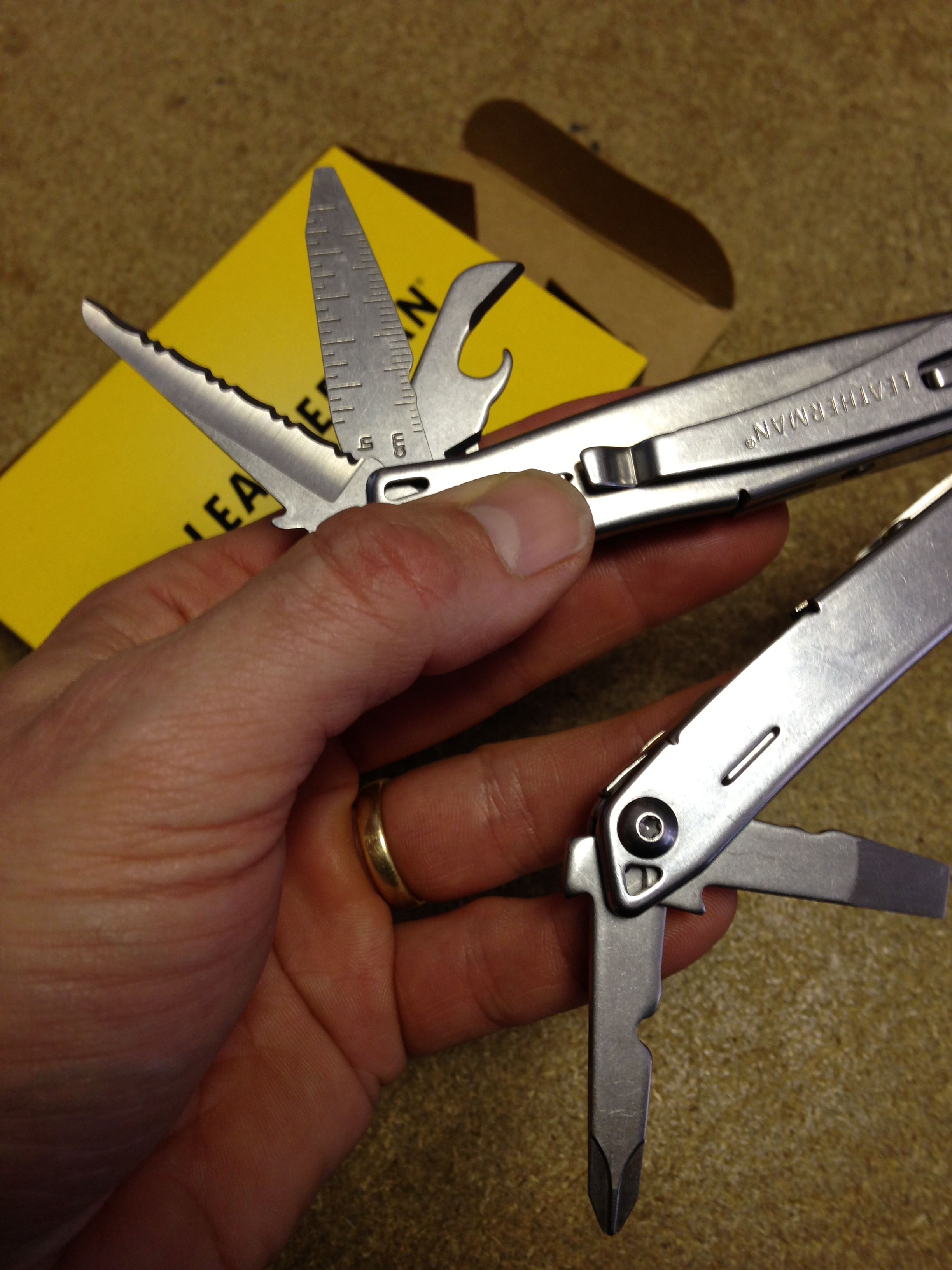
幾つかの機能

## 概要
1975年、低予算でヨーロッパ旅行をしていたテイム・レザーマンが、頻繁に故障する中古レンタカー、安ホテルの蛇口の修理などのトラブルに悩まされた結果、思いついたのがプライヤ付きのマルチツールである。7年後の1983年、レザーマンは「ポケット・サバイバルツール」を発表し、発売と同時に爆発的な人気を得、「多目的ツール」という概念を世界に定着させた。以後同社は、豊富なアイデアの盛り込まれた個性的なツールナイフをリリースし続けており、その刃を含めた各々の機能はアメリカ軍標準規格（ミル・スペック）を満たしうる強度を持つ。
同社製品の最も特徴的な機能であるプライヤは、グリップの中央で左右に開いて各々180度回転させることで使用する。各々のブレードは左右に分かれたグリップの双方に収納されており、プライヤの反対側に飛び出させた形で利用する。標準的なナイフとしてのブレード以外としては、ドライバー（+-両方）は当然のこととして、モデルによって鋸やハサミなど幾つかの機能が取り付けられている。反面、一般的なフォールディング（折り畳み）ナイフのような「シングルハンドル」モデルは、同社製品ラインナップ中では非常に少なく、そのシングルハンドルモデルですらも、ツールナイフとして幾つかの機能が取り付けられている。一番人気はウェーブだが、チタンモデルなどの高価なものもある。ジュースなどの小さなモデルはロックがかからない。